# Стивън Макнали
Стивън Макнали (на английски: Stephen McNally) е американски актьор. 

## Биография
Роден е на 26 юли 1911 г. в град Ню Йорк, САЩ. Посещава Юридическото училище в Университета Фордъм  и е адвокат в края на 1930-те години, преди да последва страстта си към актьорството.  Той е еднократен президент на Католическата гилдия на актьорите.

### Кариера
В края на 1930-те години напуска успешна кариера като практикуващ адвокат, решавайки да промени хода на живота си и да стане актьор. Той се появява за първи път във филми, когато възрастта му наближава 30 години. .
През 1940-те и 1950-те години играе в десетки филми, като обикновено играе роли на злодеи, но понякога играе и положителни герои.  Ролите му на коравосърдечни злодеи, във филми като „Джони Белинда“ (1948) и „Уинчестър '73“ (1950), са се превърнали в едни от най-незаличимите злодеи в историята на киното. В този период той участва и в много ноар филми. 
През 1950-те и 1960-те години той снима много в телевизията, като участва в редица популярни сериали и поредици.

### Смърт
Стивън Макнали умира на 4 юни 1994 г. на 82-годишна възраст, от сърдечна недостатъчност в дома си в Бевърли Хилс, Калифорния. Той и съпругата му Рита имаха осем деца. 

## Избрана филмография
| Година | Филм                    | Оригинално заглавие       | Роля            | Режисьор    |
| ------ | ----------------------- | ------------------------- | --------------- | ----------- |
| 1950   | Уинчестър '73           | Winchester '73            | Дъч Хенри Браун | Антъни Ман  |
| 1953   | Станцията на река Апачи | The Stand at Apache River | Лейн Дакота     | Лий Шолем   |
| 1955   | Човекът от Битър Ридж   | The Man from Bitter Ridge | Алек Блек       | Джак Арнолд |